# Антропофилия
Антропофилия, от греческих слов греч. ἅνθρωπος («человеческое существо») и греч. φιλία («дружба» или «любовь») — термин, которым в ряде биологических дисциплин обозначается предпочтение человека другим видам живых существ (животных) в том или ином отношении. Так, в паразитологии этим термином именуется предпочтение паразитом или дерматофитом человека, а не других животных, в качестве объекта питания. Родственный термин «эндофилия» означает предпочтение того, что  находится в среде обитания человека, особенно внутри жилых помещений.
Наиболее часто термин «антропофилия» используется применительно к гематофагам — насекомым, употребляющим в пищу человеческую кровь, предпочитая её крови животных, например, малярийным комарам. Другие примеры гематофагов — пиявки, клещи, клопы, и многие другие.